# Иван Григорьевич Меньшой Мамонов
Иван Григорьевич Меньшой (умер 1516, Крым) — сын боярский, постельничий, Рюрикович в XIX колене, младший из троих сыновей окольничего Григория Андреевича Мамона, находился на службе у московских князей Ивана III и Василия III, причём у Василия III был приближённым лицом. Имел брата-тёзку Ивана Григорьевича Большого.

## Служба у Ивана III
В 1495 году принял участие в приеме послов из Великого княжества Литовского. В 1495—1496 годах сопровождал Ивана III в его карательном походе на Новгород Великий. 19 декабря 1499 году был послан с в Литву, с сообщением о письме Менгли I Герая, в котором говорилось о его мирных переговорах с Литвой.
29 сентября 1500 года выехал с посольством к крымскому хану Менгли Гирею. По пути на посольство напали азовские казаки (татары), от которых ему удалось отбиться только с большими материальными и людскими потерями. Это посольство пришлось на годы расцвета союзнических отношений между Московским государством и Крымским ханством. Мамонов доложил Менгли Гирею об успехах Ивана III в войне с Литвой и обещал всяческую поддержку в борьбе с Ахматовичами, наследниками последнего значительного хана Большой Орды Ахмата. Посол пробыл в Крыму около двух лет, отправив в Москву несколько донесений. Донесения, в частности, показывают хорошо налаженную службу разведки крымского хана, который получал известия не только о действиях, но и о намерениях ордынских ханов.
Летом 1501 года Менгли I Герай выступил из Крыма против Шейх-Ахмета. Мамонов сопровождал его в походе. Иван пытался направить его на правобережную Украину, но Менгли Гирей двинулся к Дону, он всё время просил Ивана прислать пищали, однако Иван занятый литовскими делами, помощи не оказал и в этом году решительного сражения с ордынцами не состоялось. Весной 1502 года Мамонов был сменён в Крыму А. Г. Заболоцким и вернулся в Москву.

## Служба у Василия III
Был «ближним человеком» Василия III. В ноябре 1514 года снова послан в Крым, где он и умер в 1516 году. Детей не оставил.